# Tewaowutung
Tewaowutung is een bestuurslaag in het regentschap Lembata van de provincie Oost-Nusa Tenggara, Indonesië. Tewaowutung telt 292 inwoners (volkstelling 2010).